# 도고촌 (야마가타현 니시타가와군)
도고촌(東郷村)은 야마가타현 니시타가와군에 있던 촌이다. 현재의 미카와정 서부, 아카강 왼쪽 기슭에 해당한다.

## 역사
- 1889년 4월 1일 - 정촌제 시행에 의해 7촌의 구역을 가지고 네즈가세키촌이 성립하였다.
- 1955년 1월 1일 - 요코야마촌, 오시키리촌과 합병해, 히가시타가와군 미카와정이 성립, 동을 도고촌은 폐지되었다.

## 교통

### 도로
현재는 국도 제7호선 미카와 우회도로가 구촌 지역을 통과하지만, 당시에는 미개통 상태였다.

## 참고문헌
- 角川日本地名大辞典 6 山形県